# Acirsa borealis
Acirsa borealis är en snäckart som först beskrevs av Charles Lyell 1841.  Acirsa borealis ingår i släktet Acirsa och familjen vindeltrappsnäckor. Inga underarter finns listade i Catalogue of Life.